# Сімпіве Ветьєка
Сімпіве Ветьєка (англ. Simpiwe Vetyeka; 24 грудня 1980) — південноафриканський професійний боксер, чемпіон світу за версіями WBA (Super) (2013—2014) у напівлегкій вазі та IBO (2009—2010) у легшій вазі і  (2013—2014) у напівлегкій вазі.

## Професіональна кар'єра
У січні 2002 року провів перший професійний бій. Впродовж 2002—2006 років провів 16 переможних боїв. 2005 року завоював титул чемпіона ПАР у легшій вазі, який захистив п'ять разів.
3 травня 2007 року у першому за межами ПАР бою в Токіо вийшов проти чемпіона світу за версією WBC в легшій вазі Хасегава Ходзумі і зазнав поразки одностайним рішенням.
Провівши після поразки від Хасегави ще чотири вдалих захиста звання чемпіона ПАР, 11 липня 2009 року завоював титул чемпіона IBO в легшій вазі.
14 квітня 2013 року завоював титул чемпіона IBO в напівлегкій вазі.
6 грудня 2013 року в поєдинку проти багаторічного чемпіона WBA (Super) в напівлегкій вазі Кріса Джона (Індонезія) змусив суперника відмовитися від продовження бою після шостого раунду. Та вже в наступному бою 31 травня 2014 року втратив титул, програвши Ноніто Донеру (Філіппіни) технічним рішенням суддів. Бій було зупинено вже після четвертого раунду. Велике розсічення на лиці Донера не давало змоги продовжити бій. Однак в четвертому раунді це не завадило філіппінцю відправити Ветьєку в нокдаун.